# Stazione di Simeri Crichi
La stazione di Simeri Crichi era una stazione ferroviaria posta sulla ferrovia Jonica. Sita nel territorio comunale di Sellia Marina, serviva tuttavia principalmente il comune limitrofo di Simeri Crichi.

## Storia
Fino al 1914 la stazione era denominata «Simmeri e Crichi» [sic]; in tale anno la denominazione venne mutata in «Simeri Crichi».